# Zonguldak Kömürspor
Maillots
Zonguldakspor est un club turc de football, basé à Zonguldak.
Le club évolue en première division de 1974 à 1988.
Durant la saison 2023-2024, le club est tombé en relégations pour finir en quatrième division comme le club de Bursasport

## Historique
- 1966 : fondation du club

## Saisons
- Championnat de Turquie D1 : 1974–1988
- Championnat de Turquie D2 : 1966-1974, 1988--1989, 1992-1999
- Championnat de Turquie D3 : 1989-1992, 1999-2001, 2002-2006, 2016-